# Campeonato Paulista de Futebol de 2025 - Segunda Divisão
O Campeonato Paulista de Futebol da Segunda Divisão de 2025, ou Paulista Sub-23 Segunda Divisão Sicredi 2025 por motivos de patrocínio, é a 15.ª edição da competição de futebol, equivalente ao quinto escalão do estado com organização da Federação Paulista de Futebol. O torneio conta com a participação de 15 clubes e iniciou em 19 de abril.

## Regulamento
O regulamento apresenta algumas alterações com relação ao ano anterior. Na primeira fase, os 15 clubes serão divididos em 3 grupos regionalizados, onde jogarão entre si, em jogos de turno e returno. Se classificarão para a segunda fase os dois melhores de cada grupo e os dois melhores terceiros colocados, baseado no índice técnico.
Na segunda fase, os 8 clubes classificados serão separados em 2 grupos contendo 4 equipes cada, onde jogarão entre si, em jogos de turno e returno, classificando para as semifinais os 2 melhores clubes de cada grupo.
Nas semifinais, os clubes se enfrentarão com base em um cruzamento olímpico baseado na campanha dos clubes classificados, sendo: 1º x 4º e 2º x 3. Nestes confrontos, os clubes jogarão em turno e returno. Os clubes de melhor performance nesta fase, avançarão para a fase final e serão promovidos para a Série A4. Na fase final, se conhecerá o campeão após 2 jogos de turno e returno.

### Critérios de desempate
Em caso de empate de pontos entre dois clubes, os critérios de desempates devem ser aplicados na seguinte ordem:
1. Número de vitórias
2. Saldo de gols
3. Gols marcados
4. Número de cartões vermelhos
5. Número de cartões amarelos
6. Sorteio público

Na segunda fase, serão aplicados os critérios até a alínea 3. Na permanência do empate, o clube de melhor campanha na primeira fase terá vantagem.
Em caso de empate nos confrontos de mata-mata, a vaga será concedida ao clube de melhor campanha geral.

## Equipes participantes
São estes os clubes que participarão desta edição:
| Baixa | Equipes rebaixadas da Série A4 de 2024 |

| Equipe          | Cidade                  | Em 2024        | Estádio                    | Capacidade | Títulos        |
| --------------- | ----------------------- | -------------- | -------------------------- | ---------- | -------------- |
| Assisense       | Assis                   | Não participou | Tonicão                    | 8 525      | 0 (não possui) |
| Batatais        | Batatais                | Não participou | Oswaldo Scatena            | 13 000     | 0 (não possui) |
| ECUS            | Suzano                  | 9º             | Suzanão                    | 3 445      | 1 (2002)       |
| Flamengo-SP     | Guarulhos               | 6º             | Antônio Soares de Oliveira | 6 235      | 1 (1999)       |
| Guarulhos       | Guarulhos               | Não participou | Antônio Soares de Oliveira | 6 235      | 0 (não possui) |
| Independente-SP | Limeira                 | 15º (A4)       | Agostinho Prada            | 9 483      | 0 (não possui) |
| Manthiqueira    | Guaratinguetá           | 12º            | Ninho da Garça             | 15 769     | 0 (não possui) |
| Mauá            | Mauá                    | 10º            | Pedro Benedetti            | 8 567      | 0 (não possui) |
| Mauaense        | Mauá                    | 11º            | Pedro Benedetti            | 8 567      | 0 (não possui) |
| Olímpia         | Olímpia                 | 14º            | Tereza Breda               | 15 022     | 0 (não possui) |
| Santacruzense   | Santa Cruz do Rio Pardo | Não participou | Leônidas Camarinha         | 6 000      | 0 (não possui) |
| São Carlos      | São Carlos              | 7º             | Luís Augusto de Oliveira   | 8 136      | 0 (não possui) |
| Tanabi          | Tanabi                  | 8º             | Alberto Victolo            | 8 400      | 0 (não possui) |
| Tupã            | Tupã                    | 5º             | Alonso Carvalho            | 10 000     | 0 (não possui) |
| União Mogi      | Mogi das Cruzes         | 13º            | Nogueirão                  | 14 384     | 0 (não possui) |

- Antes do campeonato começar, o América, rebaixado no ano anterior, desistiu de jogar por não conseguir os laudos para a liberação do estádio.[4]

## Primeira fase

### Grupo 1
| Pos | Equipe        | Pts | J | V | E | D | GP | GC | SG  | Classificado   |     | TAN | ASS | SAN | TUP | OLI |
| --- | ------------- | --- | - | - | - | - | -- | -- | --- | -------------- | --- | --- | --- | --- | --- | --- |
| 1   | Tanabi        | 21  | 8 | 7 | 0 | 1 | 23 | 6  | +17 | Próxima fase   |     | —   | 2–0 | 2–1 | 4–1 | 3–0 |
| 2   | Assisense     | 12  | 8 | 4 | 0 | 4 | 12 | 13 | −1  | Próxima fase   |     | 2–3 | —   | 1–0 | 2–3 | 3–1 |
| 3   | Santacruzense | 12  | 8 | 3 | 3 | 2 | 12 | 7  | +5  | Índice técnico |     | 2–0 | 2–0 | —   | 1–1 | 4–1 |
| 4   | Tupã          | 11  | 8 | 3 | 2 | 3 | 12 | 15 | −3  |                |     | 0–4 | 1–2 | 1–1 | —   | 1–0 |
| 5   | Olímpia       | 1   | 8 | 0 | 1 | 7 | 5  | 23 | −18 |                | 0–3 | 1–2 | 1–1 | 1–4 | —   |     |

### Grupo 2
| Pos | Equipe          | Pts | J | V | E | D | GP | GC | SG | Classificado   |     | GUA | IND | BAT | FLA | SCA |
| --- | --------------- | --- | - | - | - | - | -- | -- | -- | -------------- | --- | --- | --- | --- | --- | --- |
| 1   | Guarulhos       | 14  | 8 | 4 | 2 | 2 | 14 | 9  | +5 | Próxima fase   |     | —   | 1–4 | 5–0 | 0–2 | 2–0 |
| 2   | Independente-SP | 13  | 8 | 4 | 1 | 3 | 17 | 12 | +5 | Próxima fase   |     | 1–2 | —   | 1–0 | 2–2 | 5–1 |
| 3   | Batatais        | 13  | 8 | 4 | 1 | 3 | 8  | 11 | −3 | Índice técnico |     | 0–2 | 1–0 | —   | 1–1 | 2–0 |
| 4   | Flamengo-SP     | 8   | 8 | 1 | 5 | 2 | 10 | 11 | −1 |                |     | 0–0 | 2–4 | 1–2 | —   | 0–0 |
| 5   | São Carlos      | 6   | 8 | 1 | 3 | 4 | 9  | 15 | −6 |                | 2–2 | 3–0 | 1–2 | 2–2 | —   |     |

### Grupo 3
| Pos | Equipe       | Pts | J | V | E | D | GP | GC | SG | Classificado   |     | ECU | MUE | MAU | MNT | UMG |
| --- | ------------ | --- | - | - | - | - | -- | -- | -- | -------------- | --- | --- | --- | --- | --- | --- |
| 1   | ECUS         | 15  | 8 | 4 | 3 | 1 | 6  | 3  | +3 | Próxima fase   |     | —   | 0–0 | 0–0 | 2–1 | 1–0 |
| 2   | Mauaense     | 14  | 8 | 4 | 2 | 2 | 12 | 6  | +6 | Próxima fase   |     | 1–0 | —   | 0–1 | 4–0 | 3–1 |
| 3   | Mauá         | 14  | 8 | 4 | 2 | 2 | 14 | 11 | +3 | Índice técnico |     | 1–2 | 2–3 | —   | 2–1 | 3–3 |
| 4   | Manthiqueira | 9   | 8 | 3 | 0 | 5 | 7  | 13 | −6 |                |     | 0–1 | 1–0 | 1–3 | —   | 1–0 |
| 5   | União Mogi   | 3   | 8 | 0 | 3 | 5 | 9  | 15 | −6 |                | 1–1 | 1–1 | 2–3 | 1–2 | —   |     |

### Índice técnico
| Pos | Equipe        | Pts | J | V | E | D | GP | GC | SG | Classificado |
| --- | ------------- | --- | - | - | - | - | -- | -- | -- | ------------ |
| 1   | Mauá          | 14  | 8 | 4 | 2 | 2 | 14 | 11 | +3 | Próxima fase |
| 2   | Batatais      | 13  | 8 | 4 | 1 | 3 | 8  | 11 | −3 | Próxima fase |
| 3   | Santacruzense | 12  | 8 | 3 | 3 | 2 | 12 | 7  | +5 | Eliminado    |

## Segunda fase

### Grupo 1
| Pos | Equipe          | Pts | J | V | E | D | GP | GC | SG | Classificado |     | TAN | IND | ASS | MUE |
| --- | --------------- | --- | - | - | - | - | -- | -- | -- | ------------ | --- | --- | --- | --- | --- |
| 1   | Tanabi          | 14  | 6 | 4 | 2 | 0 | 8  | 0  | +8 | Próxima fase |     | —   | 2–0 | 1–0 | 0–0 |
| 2   | Independente-SP | 7   | 6 | 2 | 1 | 3 | 7  | 10 | −3 | Próxima fase |     | 0–3 | —   | 3–2 | 1–1 |
| 3   | Assisense       | 5   | 6 | 1 | 2 | 3 | 6  | 9  | −3 |              |     | 0–2 | 1–0 | —   | 2–2 |
| 4   | Mauaense        | 5   | 6 | 0 | 5 | 1 | 5  | 7  | −2 |              | 0–0 | 1–3 | 1–1 | —   |     |

### Grupo 2
| Pos | Equipe    | Pts | J | V | E | D | GP | GC | SG | Classificado |     | ECU | MAU | BAT | GUA |
| --- | --------- | --- | - | - | - | - | -- | -- | -- | ------------ | --- | --- | --- | --- | --- |
| 1   | ECUS      | 12  | 6 | 4 | 0 | 2 | 11 | 5  | +6 | Próxima fase |     | —   | 1–0 | 3–0 | 4–1 |
| 2   | Mauá      | 12  | 6 | 4 | 0 | 2 | 5  | 3  | +2 | Próxima fase |     | 1–0 | —   | 1–0 | 1–2 |
| 3   | Batatais  | 7   | 6 | 2 | 1 | 3 | 8  | 8  | 0  |              |     | 3–1 | 0–1 | —   | 2–2 |
| 4   | Guarulhos | 4   | 6 | 1 | 1 | 4 | 5  | 13 | −8 |              | 0–2 | 0–1 | 0–3 | —   |     |

## Fase final
|  | Semifinais      | Semifinais | Semifinais | Semifinais |        |  | Final | Final | Final | Final |
|  |                 |            |            |            |        |  |       |       |       |       |
|  | Tanabi          | 1          | 1          | 2          |        |  |       |       |       |       |
|  | Independente-SP | 1          | 0          | 1          |        |  |       |       |       |       |
|  | Independente-SP | 1          | 0          | 1          | Tanabi |  |       |       |       |       |
|  |                 |            |            |            |        |  |       |       |       |       |
|  |                 | ECUS       |            |            |        |  |       |       |       |       |
|  | ECUS            | 1          | 1          | 2          |        |  |       |       |       |       |
|  | ECUS            | 1          | 1          | 2          |        |  |       |       |       |       |
|  | Mauá            | 1          | 1          | 2          |        |  |       |       |       |       |

Em itálico, os clubes que possuem o mando de campo no primeiro jogo do confronto. Em negrito, os vencedores.
| Aumento | Equipes promovidas à Série A4 de 2026 |

## Premiação
| Campeonato Paulista de 2025 - Segunda Divisão |
| São Paulo                                     |
| --------------------------------------------- |
| A definir Campeão (?.º título)                |

## Estatísticas

### Artilharia
| Gols | Jogador        | Equipe          |
| ---- | -------------- | --------------- |
| 11   | Marcelo Maçola | Tanabi          |
| 7    | Gustavinho     | Guarulhos       |
| 6    | Fernando       | Assisense       |
| 5    | Allan          | ECUS            |
| 5    | Colombia       | Independente-SP |
| 5    | Diogo Vieira   | Tanabi          |
| 5    | Gabriel        | Independente-SP |
| 5    | Kaynan         | Mauá            |
| 5    | Maicon         | Tanabi          |

## Classificação final
| Pos | Equipe          | Pts | J  | V | E | D | GP | GC | SG  | Classificado                                   |
| --- | --------------- | --- | -- | - | - | - | -- | -- | --- | ---------------------------------------------- |
| 1   |                 | 0   | 0  | 0 | 0 | 0 | 0  | 0  | 0   | Campeão e classificado à Série A4 de 2026      |
| 2   |                 | 0   | 0  | 0 | 0 | 0 | 0  | 0  | 0   | Vice-campeão e classificado à Série A4 de 2026 |
| 3   | Mauá            | 28  | 16 | 8 | 4 | 4 | 21 | 16 | +5  | Eliminado na semifinal                         |
| 4   | Independente-SP | 21  | 16 | 6 | 3 | 7 | 25 | 24 | +1  | Eliminado na semifinal                         |
| 5   | Batatais        | 20  | 14 | 6 | 2 | 6 | 16 | 19 | −3  | Eliminado na segunda fase                      |
| 6   | Mauaense        | 19  | 14 | 4 | 7 | 3 | 18 | 13 | +5  | Eliminado na segunda fase                      |
| 7   | Guarulhos       | 18  | 14 | 5 | 3 | 6 | 19 | 22 | −3  | Eliminado na segunda fase                      |
| 8   | Assisense       | 17  | 14 | 5 | 2 | 7 | 18 | 22 | −4  | Eliminado na segunda fase                      |
| 9   | Santacruzense   | 12  | 8  | 3 | 3 | 2 | 12 | 7  | +5  | Eliminado na primeira fase                     |
| 10  | Tupã            | 11  | 8  | 3 | 2 | 3 | 12 | 15 | −3  | Eliminado na primeira fase                     |
| 11  | Manthiqueira    | 9   | 8  | 3 | 0 | 5 | 7  | 13 | −6  | Eliminado na primeira fase                     |
| 12  | Flamengo-SP     | 8   | 8  | 1 | 5 | 2 | 10 | 11 | −1  | Eliminado na primeira fase                     |
| 13  | São Carlos      | 6   | 8  | 1 | 3 | 4 | 9  | 15 | −6  | Eliminado na primeira fase                     |
| 14  | União Mogi      | 3   | 8  | 0 | 3 | 5 | 9  | 15 | −6  | Eliminado na primeira fase                     |
| 15  | Olímpia         | 1   | 8  | 0 | 1 | 7 | 5  | 23 | −18 | Eliminado na primeira fase                     |